# Дуйсенбин, Аубакир
Дүйсенбин Аубакир (каз. Дүйсенбин Әубәкір, 1906—1942 гг.) — депутат Верховного совета Казахской ССР первого созыва.

## Биография
Родился в 1906 году в ауле Құмкешу (позднее аул № 10) Караторгайской волости Торгайского уезда Российской империи. Происходит из рода кыпшак.
1929—1930 годах участвовал в коллективизации сельского хозяйства.
В 1934 году за успехи в животноводстве и увеличение поголовья скота, получил звание «Стахановец».
Награжден знаком «15 лет Казахской ССР».
С 1937 года возглавил колхоз им. Кирова, Амангельдинского района, Тургайской области.
В 1938 году избран депутатом Верховного совета Казахской ССР первого созыва.
В 1941 году принял участие на ВДНХ в г. Москва.
В августе 1942 года призван Амангельдинским РВК, Кустанайской области, Казахской ССР в ряды Красной Армии.
Воевал в составе 573-го стрелкового полка 195-й стрелковой дивизии, 1-й Гвардейской армии.
Погиб в 1942 году в боях при освобождении Украины, в с. Бондаровка, Марковского района, Ворошиловградской области, Украинская ССР, между октябрем-декабрем 1942 года, точная дата неизвестна, захоронен в братской могиле (из донесения о безвозвратных потерях Марковского РВК от 06.01.1944 года).
Место захоронения: Братская могила, село Бондаровка, Марковский район, Ворошиловградская область, Украинская ССР (ныне Луганская область, Украина).

## Память
Постановлением Амангельдинского сельского совета народных депутатов от 18 сентября 1992 года, центральная улица села Амангельды Амангельдинского района Тургайской области переименована в улицу имени Дуйсенбина Аубакира.

## каз.Шежіре
каз. Руы торы-қыпшақтың ішінде, қайыпберлі

## Изображения
- Мандат депутата Верховного совета Казахской ССР первого созыва Дуйсенбина Аубакира
- Удостоверение депутата Верховного совета Казахской ССР первого созыва Дуйсенбина Аубакира
- Статья в газете "Большевиктік жол" от 14.02.1937 года № 36 (87) о Дуйсенбине Аубакире - передовике стахановце.
- Статья в газете "Большевиктік жол" от 14.02.1937 года № 36 (87) о Дуйсенбине Аубакире - передовике стахановце.
- Статья в газете "Большевиктік жол" от 05.01.1937 года о Дуйсенбине Аубакире - передовике стахановце.
- Статья "Алғашқы депутат" в газете "Дидар " от 24.03.1990 года о Дуйсенбине Аубакире, депутате Верховного совета Казахской ССР первого созыва.
- Статья "Амангельді...жоқ Дүйсенбин көшесі" в газете "Торғай таңы" от 26.12.1992 года о Дуйсенбине Аубакире, депутате Верховного совета Казахской ССР первого созыва.
- Статья "Он үштің бірі" в газете "Егемен Қазақстан" от 23.04.2005 года о Дуйсенбине Аубакире, депутате Верховного совета Казахской ССР первого созыва.
- Статья "Елім деп өткен есіл ер" в газете "Қостанай таңы" от 29.04.2005 года о Дуйсенбине Аубакире, депутате Верховного совета Казахской ССР первого созыва.
- Братская могила плита
- Мемориал танк
- Плита с именем Дуйсенбина Аубакира
- Торта Әубәкірқызы и Қонысбай Әубәкірұлы у мемориальной доски в Мажилисе Парламенте Республики Казахстан. 3 августа 2004